# Никица Јелавић
Никица Јелавић (рођен 27. августа 1985. године у Чапљини) је хрватски фудбалер који игра на позицији нападача. Тренуто наступа за Хал сити.

## Каријера

### Рапид Беч
У сезони 2008/09., Јелавић је играо за шампиона Аустрије Рапид Беч. У аустријској Бундеслиги је одиграо 24 утакмица (као стартер у 9 и као замена у 15) и постигао 7 голова без жутих или црвених картона. У 2009/10., у аустријској Бундеслиги, он је одиграо 33 утакмице (као стартер 31 и као замена 2) и постигао 17 гола са 5 жутих картона и једним црвеним картоном. У Лиги Европе он је одиграо шест утакмица и постигао четири гола са једном асистенцијом.

### Ренџерс
Дана 20. августа 2010. Јелавић је завршио прелазак у Ренџерс вредан 4 милиона фунти, а уговор је потписан на шест година. Због тога што је његов претходни клуб Рапид избацио Астон Вилу у Лиги Европе, као и због одиграних утакмица у том такмичењу у ранијим колима, Јелавић није могао да игра у првој сезони за Ренџерс у Лиги шампиона.
Дана 11. септембра Јелавић је постигао свој први гол у првенственом мечу против Хамилтон Академикала на Њу Даглас парку.

### Евертон
Дана 31. јануара 2012. године, Јелавић је потписао уговор на четири и по године са Евертоном за накнаду од 5 милиона фунти. Дебитовао је неколико дана касније. 10. марта 2012. Јелавић је постигао свој први гол за Евертон у свом првом старту за клуб, постигао је једини гол на утакмици у победи од 1:0 против Тотенхем хотспера. Његов први гол у ФА купу гол је био у победи од 2:0 против Сандерленда у четвртфиналној мајсторици на Стадиону Светлости. Јелавић је први пут постигао два гола за Евертон против Норвич ситија, у мечу Премијер лиге који је завршен нерешеним резултатом 2:2. Следеће недеље он је постигао први гол у поразу од 2:1 од суседа Ливерпула, у полуфиналу ФА купа на стадиону Вембли.

## Приватни живот
Јелавић је ожењен са Дајаном Јелавић са којом има двоје деце.